# Dżad Allah Azzuz at-Talhi
Dżad Allah Azzuz at-Talhi, arab. ‏جاد الله عزوز الطلحي‎ (ur. 1939 w Al-Dżabal al-Achdar, zm. 15 czerwca 2024 w Bengazi) – polityk libijski, od 1 marca 1979 do 16 lutego 1984 oraz od 3 marca 1986 do 2 marca 1987 sekretarz Generalnego Komitetu Ludowego – premier Libii.
W latach 1987–1990 minister spraw zagranicznych Libii.